# Obulapuram (district d'Anantapur)
Obulapuram est un village du district d'Anantapur dans l'État d'Andhra Pradesh en Inde. 
Il avait en 2011 une population de 1 449 habitants. 